# Історичний центр Ярославля
Історичний центр Ярославля — частина міста Ярославля, внесена до списку Світової спадщини ЮНЕСКО як «видатний приклад містобудівної реформи Катерини II, розгорнута в масштабах усієї Росії в 1763 році». Обмежена вулицями Собінова (власне об'єкт охорони) та Республіканської (буферна зона). У ярославльській історії ця територія відома як Земляний город (ядро якого — Рублене місто).

## Містобудівна реформа
В епоху класицизму місто забудовувався за регулярним планом, автором якого вважається Іван Старов. (Більш ранній план О. В. Квасова недостатньо враховував історико-архітектурну специфіку Ярославля). За центр забудови була обрана парафіяльна церква Іллі Пророка (1650), розташована в одному кварталі від берега Волги.
Іллінський куток був звільнений від старих господарських будівель. Перед храмом з'явилася типова для російського класицизму напівкругла площа, забудована симетричними корпусами присутствених місць і палацом намісника між ними (знесений, окремі його риси повторює нинішній будинок обласної адміністрації). Сучасна назва цієї площі — Радянська.
До центральної площі сходяться вулиці-промені: Углицька, Різдвяна, Пробійна (спеціально «пробита» крізь хаотичну забудову давньоруського міста), а також Плацпарадна площа. Перспективу вулиць замикають значущі пам'ятки більш раннього часу: Плацпарадної площі — Успенський собор на Стрілці, Углицької вулиці — Знам'янська вежа, Різдвяної — Углицька вежа, Пробійної — церкви Симеона Стовпника (нині не існуючі). Стихійно сформовані містобудівні акценти XVII століття, таким чином, виявляються гармонійно вписаними в забудову сучасного міста.

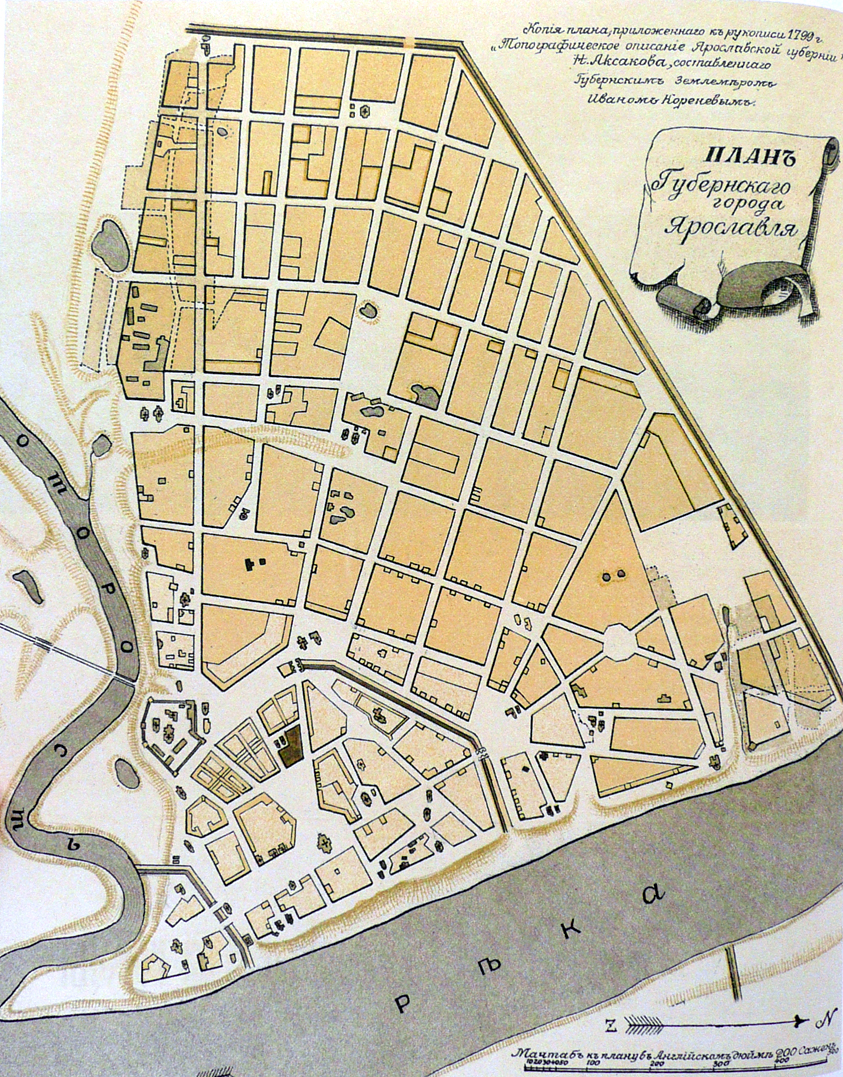
План губернського міста Ярославля станом на 1799 рік

Радіальний план стає ясний, варто оглянути центр міста із дзвіниці Спасо-Преображенського монастиря. Забудова вирізняється симетрією і регулярністю. Нові елементи планування узгоджені зі спадщиною допетровського часу. Містобудівна концепція виділяється чіткістю і ясністю, хоча план міста не настільки умоглядно раціональний, як у випадку з сусідньої Костромо. (розповідають, що під час відвідування міста Катерина II на питання, якою б вона хотіла бачити Кострому, просто розгорнула свій віяло).

## Унікальність міста
Міжнародна рада з охорони пам'яток та історичних місць, рекомендуючи Ярославль до внесення у список Світової спадщини, відзначала розміреність ритмів рядової забудови: дво- і триповерхові будівлі утворюють досить широкі вулиці (як правило, озеленені), які виводять на великі площі. Церкви і вежі допетровського часу слугують зоровими і композиційними домінантами забудови більш пізнього часу. Щодо сучасної ситуації в доповіді наголошується таке:
- Ярославль вигідно вирізняється від інших міст Росії тим, що промисловий розвиток мало торкнувся центральної частини міста.
- Незважаючи на значні втрати радянських часів, Ярославль постраждав менше за інші міста аналогічного розміру і значення. Нових будинків у центрі міста порівняно небагато. На щастя, збереглися в незайманому вигляді берега Которослі та острови на ній. Річковий вокзал 1980-х рр. не вносить дисонансу у сприйняття Волзької набережної.
- У цілому, під час забудови міста у XX столітті переважало прагнення до збереження історико-архітектурної спадщини. У буферній зоні висота нових будівель не перевищує 14-17 метрів.

|                                                                             |  |                                       |  |                                                                               |
| Церква Іллі Пророка замикає перспективу вулиці Нахімсона (к. М. Різдвяної)… |  | … площі Челюскінців (к. Плацпарадної) |  | … вулиці Кірова (к. Углицької), причому з кожного ракурсу виглядає по-різному |

У доповіді робиться висновок про те, що у випадку з Ярославлем містобудівна реформа виявилася особливо вдалою, як у плані самої міської забудови, так і по відношенню до її згармонізованості з історичним минулим і з водними просторами Волги і Которослі. При цьому сама містобудівна реформа Катерини не має прецедентів у європейській історії за масштабами, бо вона призвела до приведення вигляду практично всіх міст Російської імперії у відповідність з раціоналістичними ідеалами Просвітництва. Перепланування Ярославля вийшло особливо збалансованим, а його головна площа не має собі рівних у провінціях імперії за воістину «царським» розмірами.

## Окремі пам'ятки
На території (близько 110 га) об'єкту ЮНЕСКО на даний момент розташоване 140 пам'яток архітектури, які перебувають під державною охороною, приблизно стільки ж можуть бути включені до цього списку додатково. Культурна спадщина історичного центру складають як окремі пам'ятки, так й архітектурні ансамблі певних вулиць, площ, набережних.
Важнейшими из памятников исторического центра Ярославля в российском комитете ЮНЕСКО считают следующие:
| #    | Назва                                       | Зображення | Рік створення                  |
| ---- | ------------------------------------------- | ---------- | ------------------------------ |
| 1    | Волжская набережная                         |            |                                |
| 1.1  | Митрополичі палати                          |            | к. XVII ст.                    |
| 1.2  | Волзька (Арсенальна) вежа                   |            | к. XVII ст.                    |
| 2    | Ансамбль Губернаторського будинку           |            | 1820-1860 рр.                  |
| 3    | Радянська площа                             |            | основна частина — к. XVIII ст. |
| 3.1  | Церква Св. Іллі Пророка (як центр ансамблю) |            | 1647-1650 рр.                  |
| 4    | Площа Волкова                               |            |                                |
| 4. 1 | Власіївська вежа                            |            | к. XVII ст.                    |
| 4. 2 | Міський театр ім. Волкова                   |            | 1911 р.                        |
| 5    | Вулиця Ушинського                           |            |                                |
| 5.1  | Трактир «Пасаж»                             |            |                                |
| 5.2  | Садиба Вахрамєєва                           |            |                                |
| 5.3  | Будинок Шапуліних-Сорокіних                 |            |                                |
| 6    | Спасо-Преображенський монастир              |            | XII — XIX ст.                  |
| 7    | Церква Богоявлення                          |            | к. XVII ст.                    |
| 8    | Гостинний двір                              |            | п. XIX ст.                     |
| 9    | Колишній будинок Духовного відомства        |            | п. XX ст.                      |

## Загрози і небезпеки

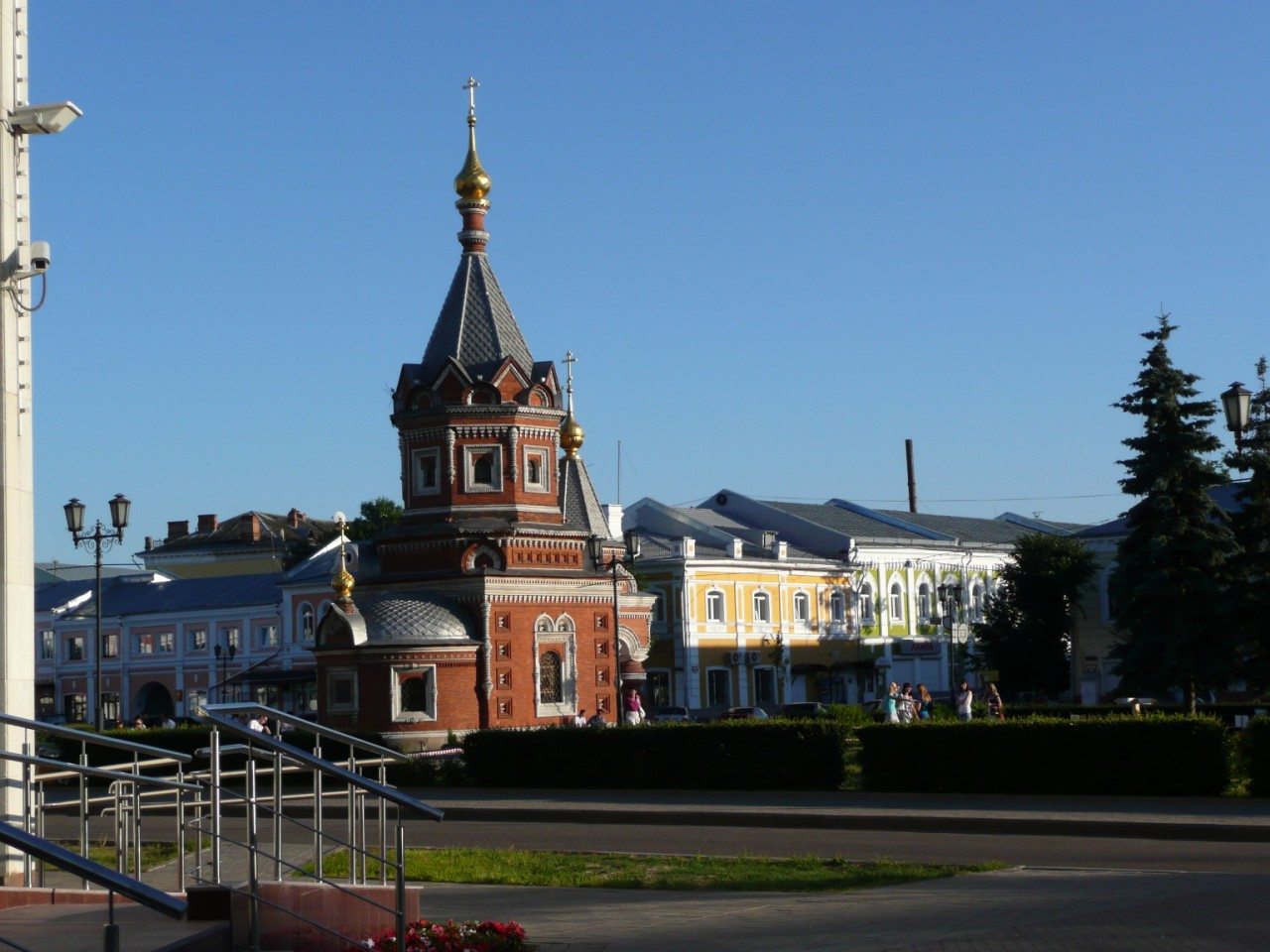
Площа біля Митного ринку у 2010 році…

Великі за розміром, багаті за силуетом, щедро прикрашені зсередини і зовні храмові комплекси купецького Ярославля XVII століття вправлені, подібно до коштовного камінню, в радіальне планування епохи класицизму, яке виводить на них основні міські магістралі, що обумовлює їх виняткове містобудівне значення. Це стосується храмів, розташованих у центрі міста. У той же час чи не найзначніші храмові комплекси були збудовані в слободах на периферії міста. Це відноситься до храмів Миколи Мокрого, Іоанна Предтечі в Толчкові, ансамблю в Коровниках, Федорівської церкви, Толзького монастиря. Усі ці непересічні за архітектурно-художніми якостями пам'ятки розташовані за межами охоронюваної території ЮНЕСКО зони.

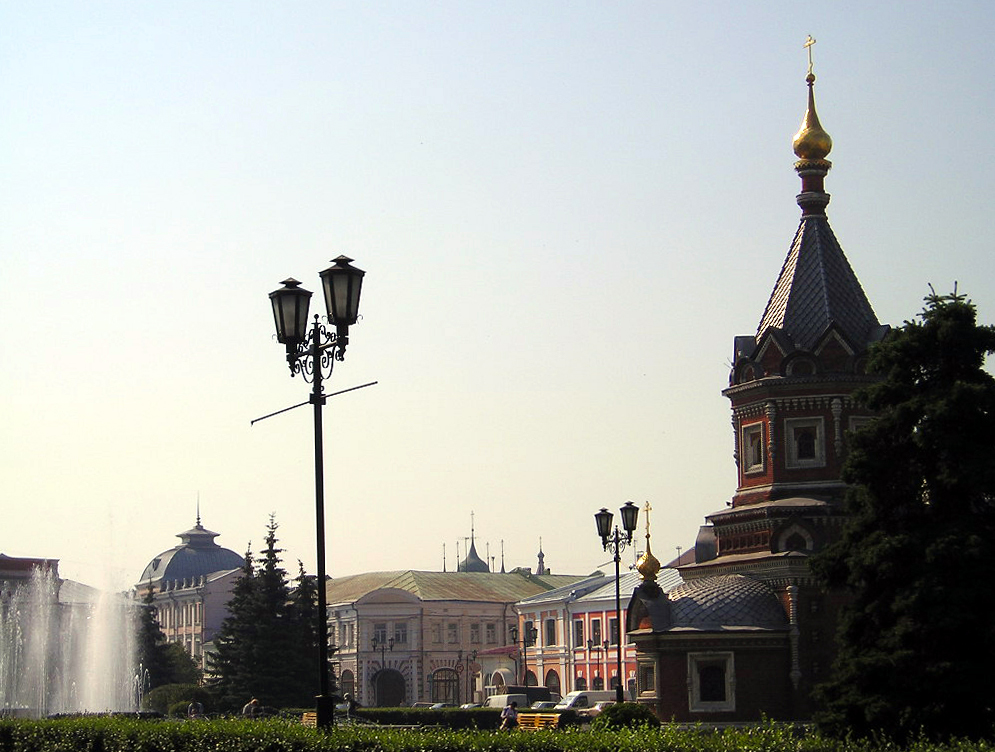
… і сімома роками раніше

Утрати XX століття виразилися для Ярославля, головним чином, у повній втраті забудови серцевини старого міста — кремля, або Рубленого міста. Знищений був і храм Петра і Павла на Волзі, який завершав панораму Волзької набережної з півночі. Збіднило сприйняття центральних вулиць міста знесення таких пам'яток, як храми Кирило-Афанасіївської обителі, Власіївського приходу (у який упиралася Комсомольська вулиця), Варвар'їнского храму (замикав перспективу вулиці Трефолєва), Всіхсвятської церкви з невеликою напівкруглої площею перед нею, церкви Різдва Богородиці перед Спасо-Преображенським монастирем. Уцілілі храми часто виявлялися «приховані» від погляду стандартними будівлями радянської епохи (це відноситься до Казанського монастиря, церкви Миколи Надєїна). У своїй більшості втрачені такі містобудівні домінанти старого Ярославля, як дзвіниці.
У рамках підготовки до святкування 1000-річчя Ярославля була затверджена програма відтворення дзвіниць та інших містобудівних домінант, проте вона не була здійснена. Єдина пам'ятка, яка була реально відтворена, — Успенський собор на Стрілці. Водночас нова будівля не відповідає ні за архітектурою, ні за масштабом навколишній забудові, пригнічуючи її своєю масивністю. Це будівництво викликало заклопотаність ярославської громадськості і стало предметом розгляду на сесії комітету Світової спадщини у 2009 році; два роки по тому пропонувалося включити Ярославль до списку «Спадщина в небезпеці». У місцевій пресі повідомляється і про інші випадки зведення в охоронюваній ЮНЕСКО частині міста ультрасучасних за своїм виглядом розважальних центрів, про порушеннях висотного регламенту, що допускаються забудовниками.
У наступні роки Міністерство культури Росії ухвалило нормативні акти, які дозволяють вести в старому місті багатоповерхову забудову, що «фактично стало інструментом для забудовників, які прагнуть тотально забудувати історичний центр міста». На сесії 2015 року Комітет Світової спадщини рекомендував Російської Федерації переглянути дані будівельні регламенти.
|                    |  |                                       |  |                                      |
| Волзька набережна… |  | …поєднує атмосферу старого Ярославля… |  | …із вкрапленнями радянської забудови |